# Tiandra Ponteen
Tiandra Ponteen (sinh ngày 9 tháng 11 năm 1984) là một vận động viên chạy nước rút Saint Kitts và Nevis, chuyên về 200 mét và 400 mét.
Cô đã giành được huy chương bạc 400 mét tại Giải vô địch Trung Mỹ và Caribbean năm 2005. Cô lọt vào bán kết tại Giải vô địch trẻ thế giới năm 1999, Giải vô địch thế giới thiếu niên năm 2002 (ở 200 m), Thế vận hội Olympic 2004, Giải vô địch thế giới năm 2005 và Giải vô địch thế giới năm 2009. Cô cũng đã tham dự Giải vô địch thế giới năm 2000, Thế vận hội Olympic 2008 và Giải vô địch trong nhà thế giới 2010 mà không tiến bộ từ vòng đầu tiên.
Thời gian tốt nhất cá nhân của cô là 23,41 giây trong 200 mét, đạt được vào tháng 4 năm 2005 tại Oxford; và 50,83 trong 400 mét, đạt được vào tháng 6 năm 2005 tại Sacramento. Trên đường đua trong nhà, cô có 23,24 giây trong 200 mét, đạt được vào tháng 2 năm 2006 tại Fayetteville. Cô cũng giữ kỷ lục Saint Kitts trong cuộc tiếp sức 4 x 100 mét, với 44,41 giây đạt được vào tháng 7 năm 2004 tại Bogotá cùng với Carol Clarke, Nathandra John và Virgil Hodge.